# پینارکایا (چای)
پینارکایا (به ترکی استانبولی: Pınarkaya) یک منطقهٔ مسکونی در ترکیه است که در چای (شهر) واقع شده‌است.